# Bertrand Fèvre
 (mai 2018).
Si vous disposez d'ouvrages ou d'articles de référence ou si vous connaissez des sites web de qualité traitant du thème abordé ici, merci de compléter l'article en donnant les références utiles à sa vérifiabilité et en les liant à la section « Notes et références ».
Pour les articles homonymes, voir Fèvre.
Bertrand Fèvre est un réalisateur et photographe français.

## Filmographie partielle
- 1983 : Rebelote de Jacques Richard (assistant réalisateur)
- 1985 : Bras de fer de Gérard Vergez (second assistant réalisateur)
- 1986 : Bleeding Star (court métrage de 21 min) avec Samuel Fuller et Hugh Cornwell
- 1987 : Le Grand Bleu (second assistant réalisation)
- 1988 : Chet's Romance (court métrage de 10 min) avec Chet Baker
- 1989 : Tant pis pour l'Idaho (documentaire avec Étienne Daho)
- 1989 : Precious Thing de Ray Charles et Dee Dee Bridgewater (clip)
- 1989 : Le Grand Sommeil d'Étienne Daho (clip)
- 1989 : Capitaine de Véronique Rivière (clip)
- 1990 : Ça casse de Maurane (clip)
- 1990 : Gauguin de Barbara (clip)
- 1990 : Dernière Manche de Véronique Rivière (clip)
- 1991 : Animals de Kat Onoma (clip)
- 1991 : La Mille et Unième Nuit de Carole Coudrey (clip)
- 1991 : Les Jours heureux de Jérôme de La Brosse (clip)
- 1992 : Nuits blanches étoilées de Paul Personne (clip)
- 1992 : Sur un prélude de Bach de Maurane (clip)
- 1993 : Le Métèque de Malou (clip)
- 1993 : Hey Chiquita de Malou (clip)
- 1993 : Quand t'es petit dans le midi de Gilbert Bécaud (clip)
- 1994 : Nous nous desaimerons de Art Mengo (clip)
- 1995 : The Jody Grind de Dee Dee Bridgewater (clip)
- 1995 : Je n'aime que toi de Jérôme Chauvin (clip)
- 1995 : Quelqu'un appelle de Paul Personne (clip)
- 1997 : Kassav en Cuba (EPK)
- 1998 : Si tu m'dis de Michel Françoise et Élisabeth Wiener (clip)
- 1998 : Es mi musica de Sierra Maestra (clip)
- 2001 : L'Éveil du quetzal (documentaire)
- 2001 : Le Vol du quetzal (documentaire/captation)
- 2002 : Chet by Claxton (documentaire)
- 2005 : Yuri en Buenaventura (documentaire)
- 2005 : Rueda del casino de Yuri Buenaventura (clip)
- 2009 : Paco Gomez, sculpteur (documentaire)
- 2011 : Tom Harrell à Junas (captation)
- 2013: Soulblazz (album de Natalia M. King : photographe, réalisateur, directeur artistique)
- 2014: Love for Chet (album de Stéphane Belmondo : photographe et réalisateur)